# Anatoli Wassiljewitsch Skurichin
Anatoli Wassiljewitsch Skurichin (russisch Анатолий Васильевич Скурихин; * 1900 in Kotelnitsch, Gouvernement Wjatka; † 23. April 1990) war ein sowjetischer Fotograf.
Er ließ sich in Moskau nieder. 1928 veröffentlichte er seine Amateurfotos in der Zeitschrift Sowjetskoje foto. Ab 1930 arbeitete er als Fotograf für die USSR im Bau, die Komsomolskaja Prawda und die Iswestija.